# Tetrastigma obovatum
Tetrastigma obovatum là một loài thực vật hai lá mầm trong họ Nho. Loài này được (M.A. Lawson) Gagnep. miêu tả khoa học đầu tiên năm 1910.